# Lohtaja
Lohtaja este o fostă comună din Finlanda.